# Park Narodowy Serengeti
Park Narodowy Serengeti – park narodowy położony w północnej Tanzanii, w centralnej części równiny Serengeti, na wsch. od Jeziora Wiktorii. Należy do największych i najbardziej znanych obszarów chronionych na świecie. Jego powierzchnia wynosi 14 763 km². Ochroną rezerwatową objęty w 1929, a w 1951 uzyskał status parku narodowego. Inicjatorem założenia parku był światowej sławy niemiecki zoolog i propagator idei ochrony przyrody Bernhard Grzimek. Wpisany na listę światowego dziedzictwa UNESCO.
Park narodowy Serengeti obejmuje płaską równinę porośniętą trawiastą sawanną, z pojedynczymi skalistymi wzgórzami i kępami drzew akacjowych. Słynie z migrujących sezonowo (w porze suchej, od października do maja) wielomilionowych stad kopytnych: antylop, zebr, gazeli Thomsona i Granta, bawołów. Poza tym żyją tam: żyrafy, słonie, nosorożce, a z drapieżników: krokodyle, lwy, lamparty, gepardy, hieny, likaony, szakale, pytony skalne. 
Park Narodowy Serengeti to miejsce licznych safari.

## Fotogaleria

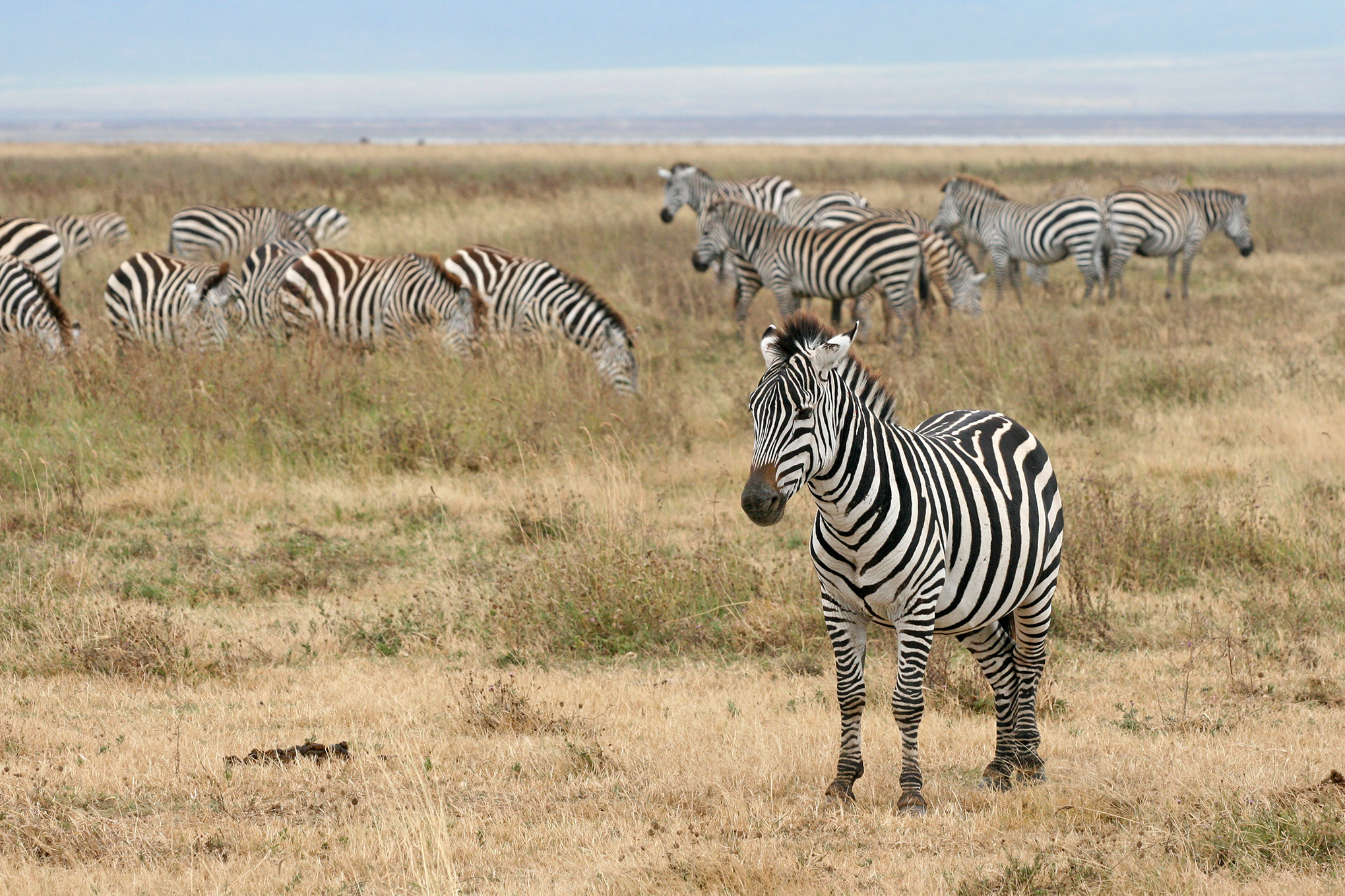
Stado zebr w parku narodowym Serengeti
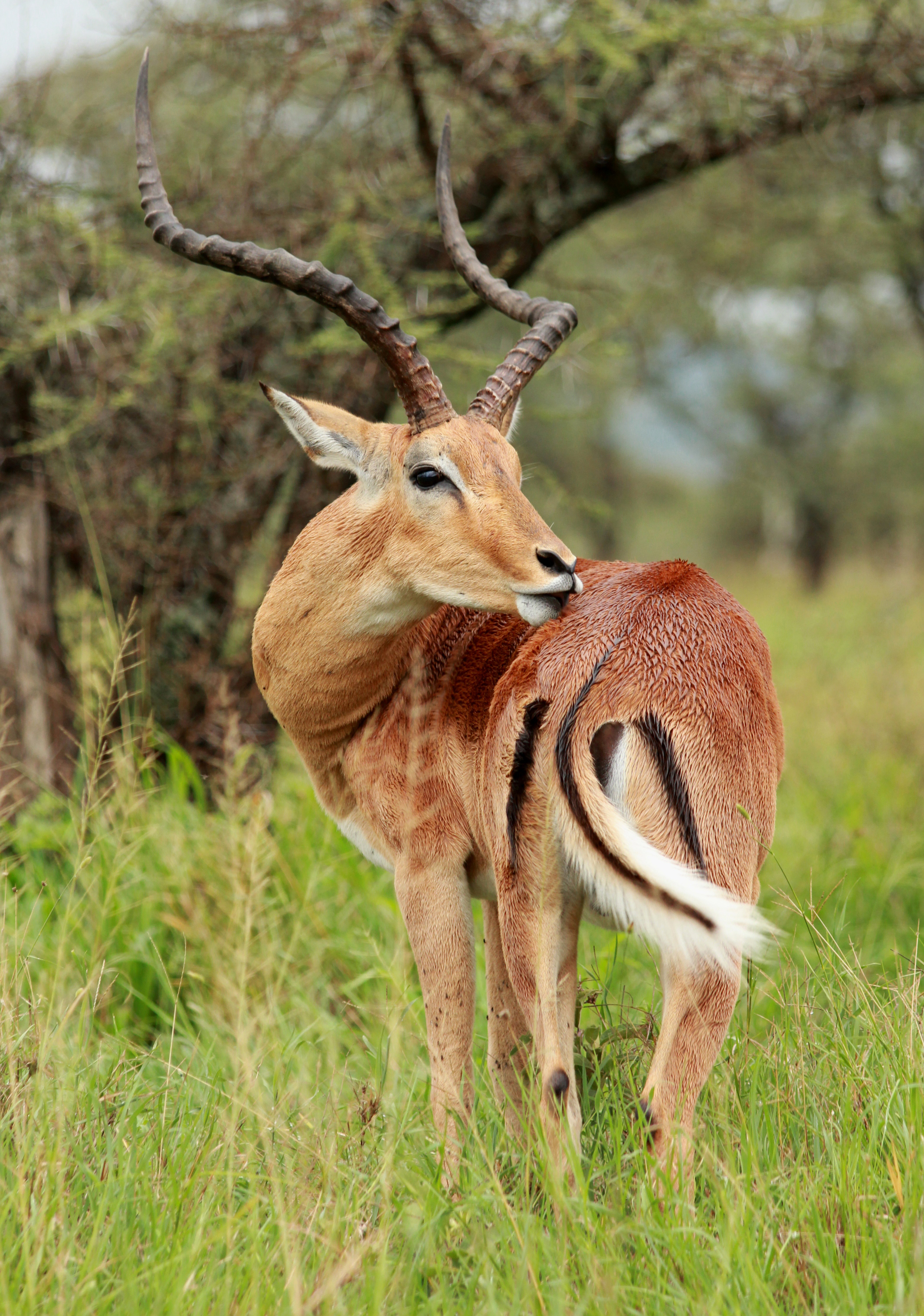
Impala zwyczajna w Serengeti
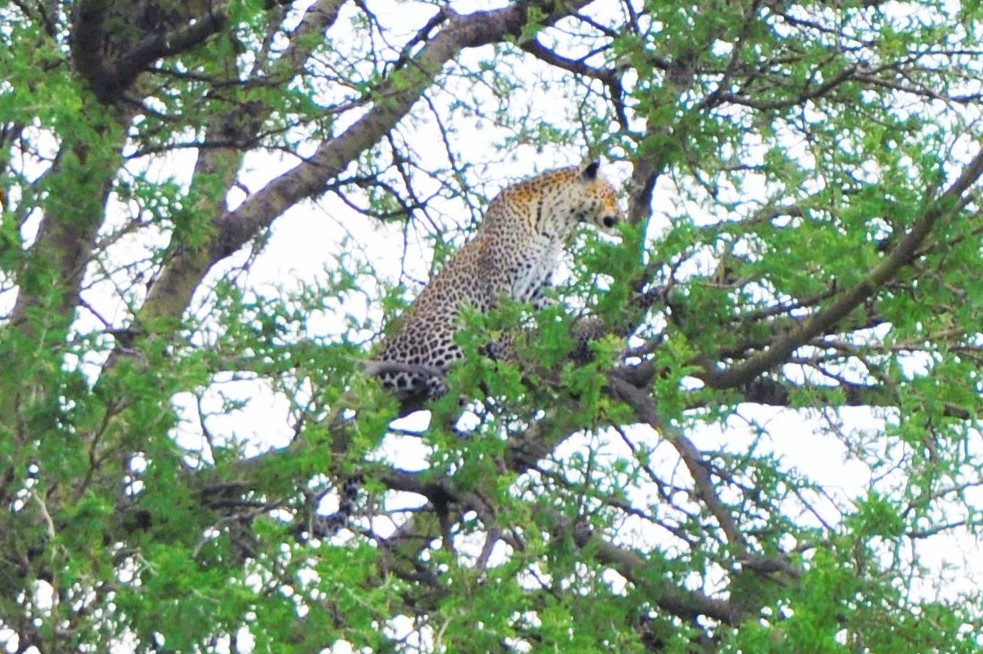
Lampart plamisty na drzewie w Serengeti
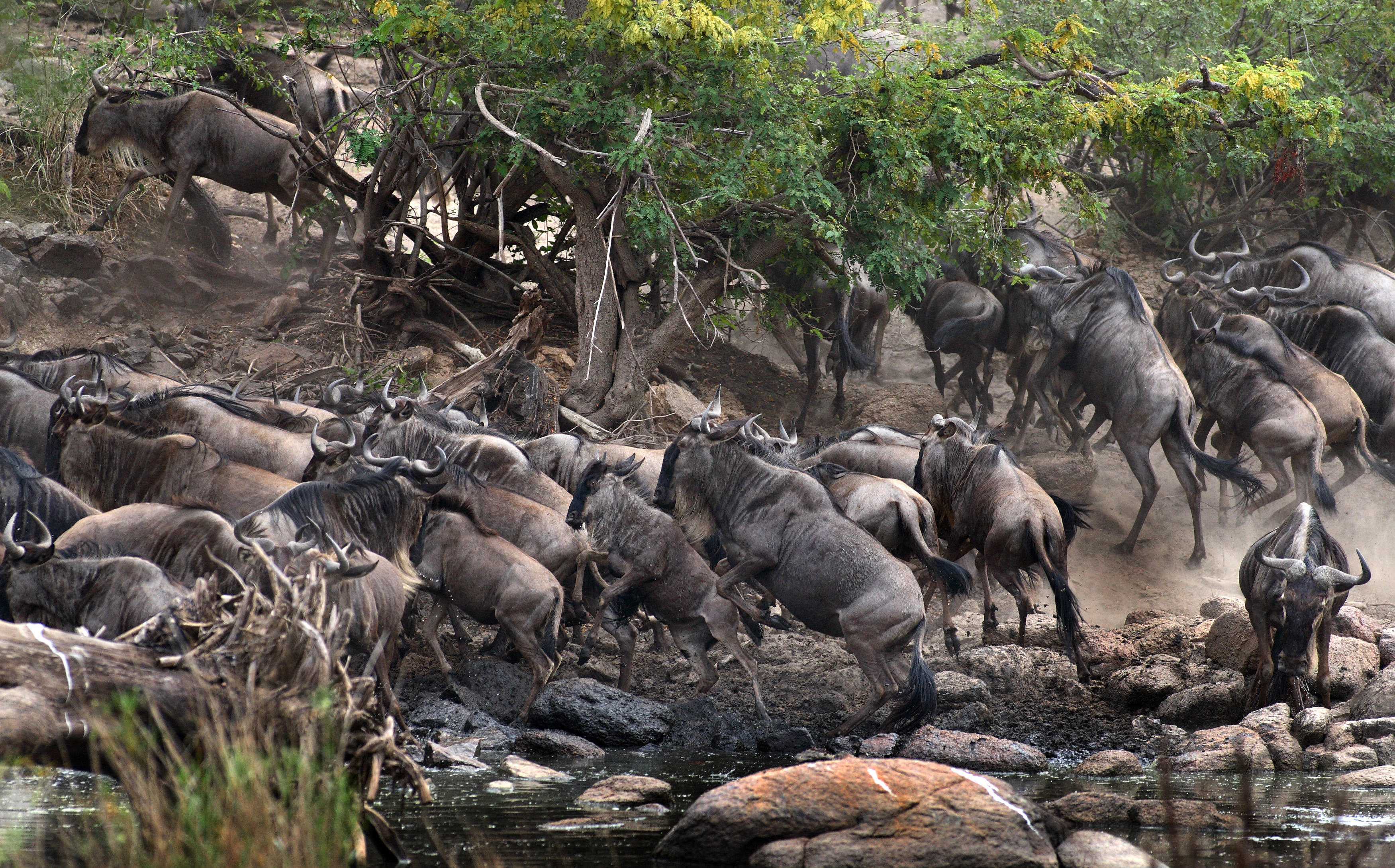
Stado Gnu w Serengeti
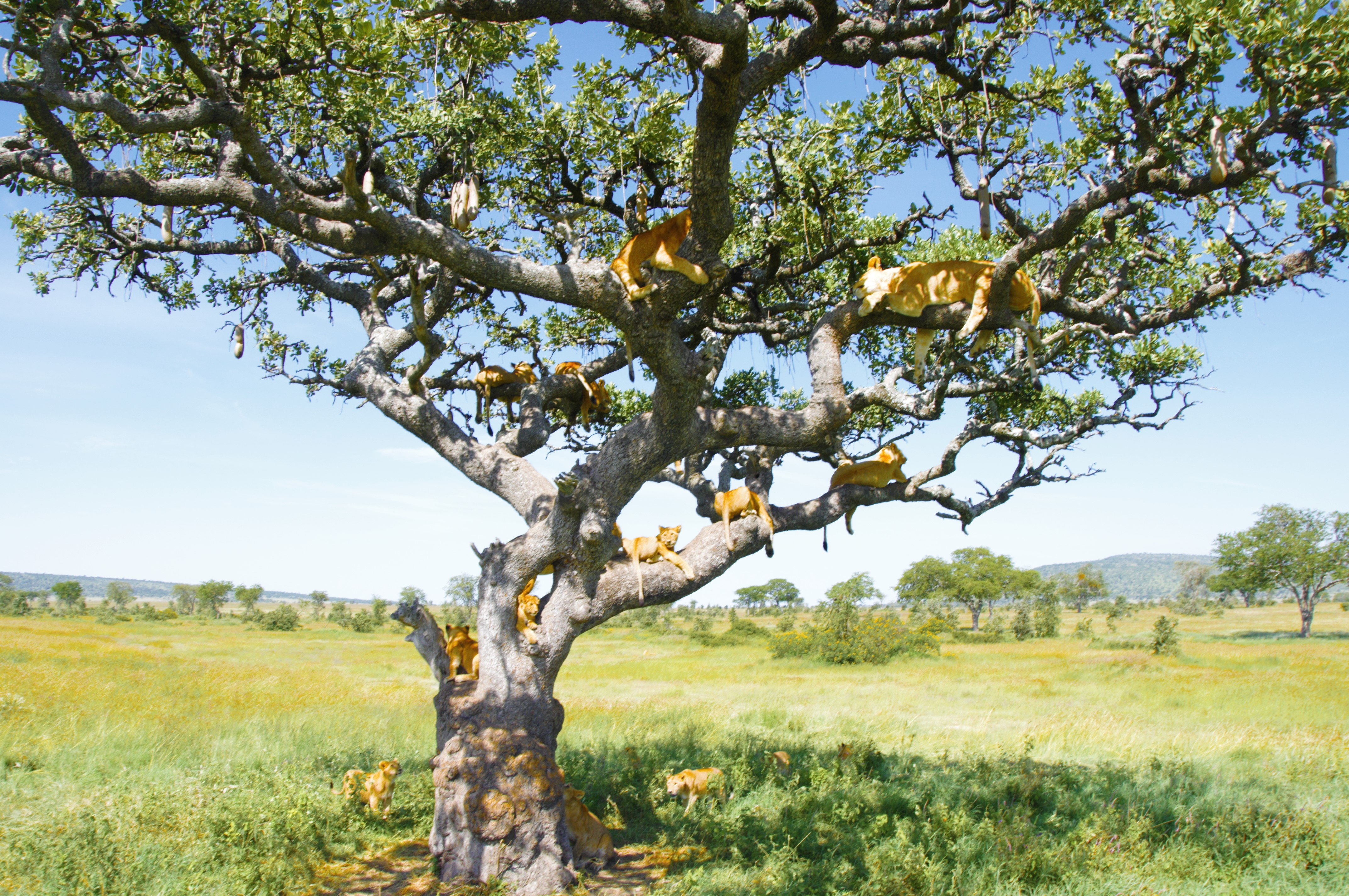
Grupa lwów na drzewie w Serengeti
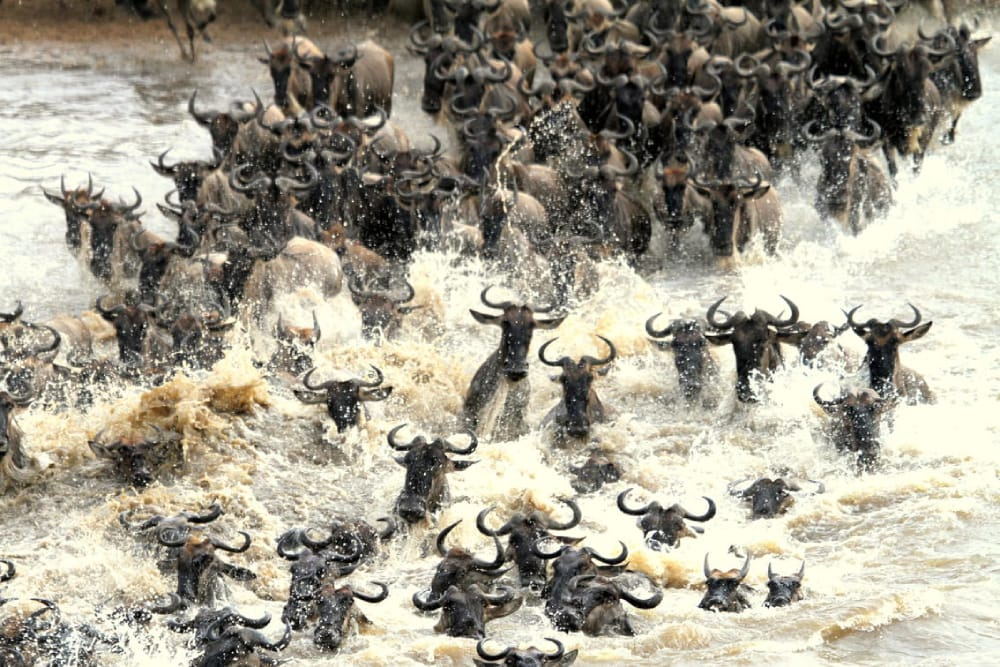
Gnu pływające po rzece Mara
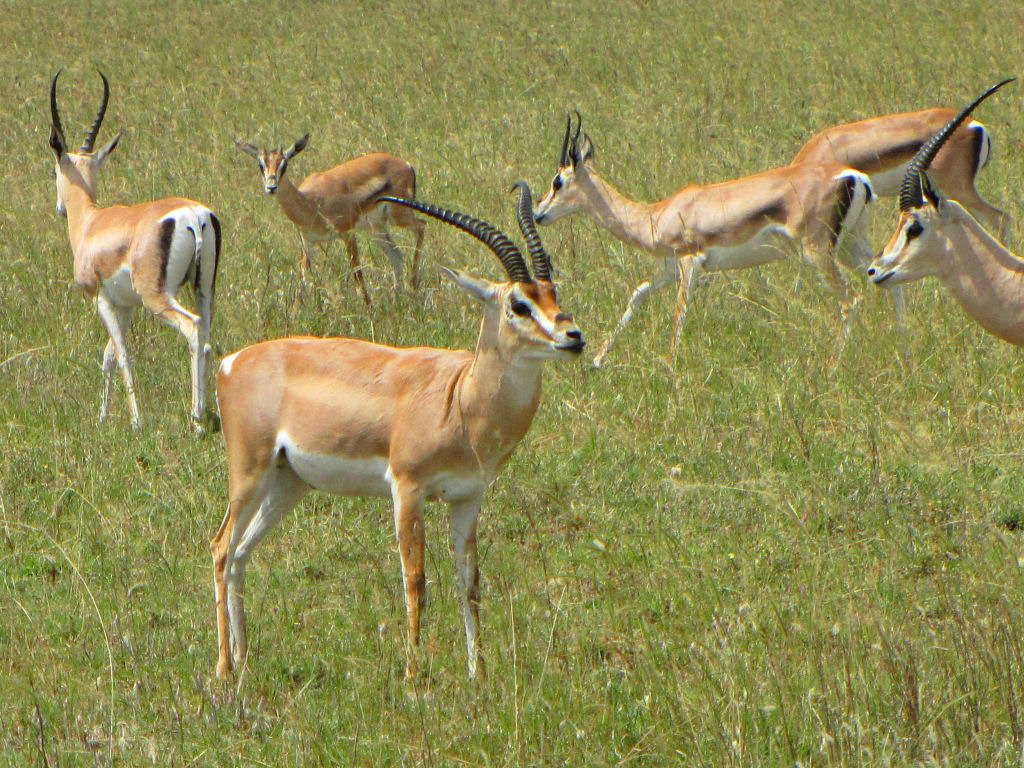
Impale w Serengeti
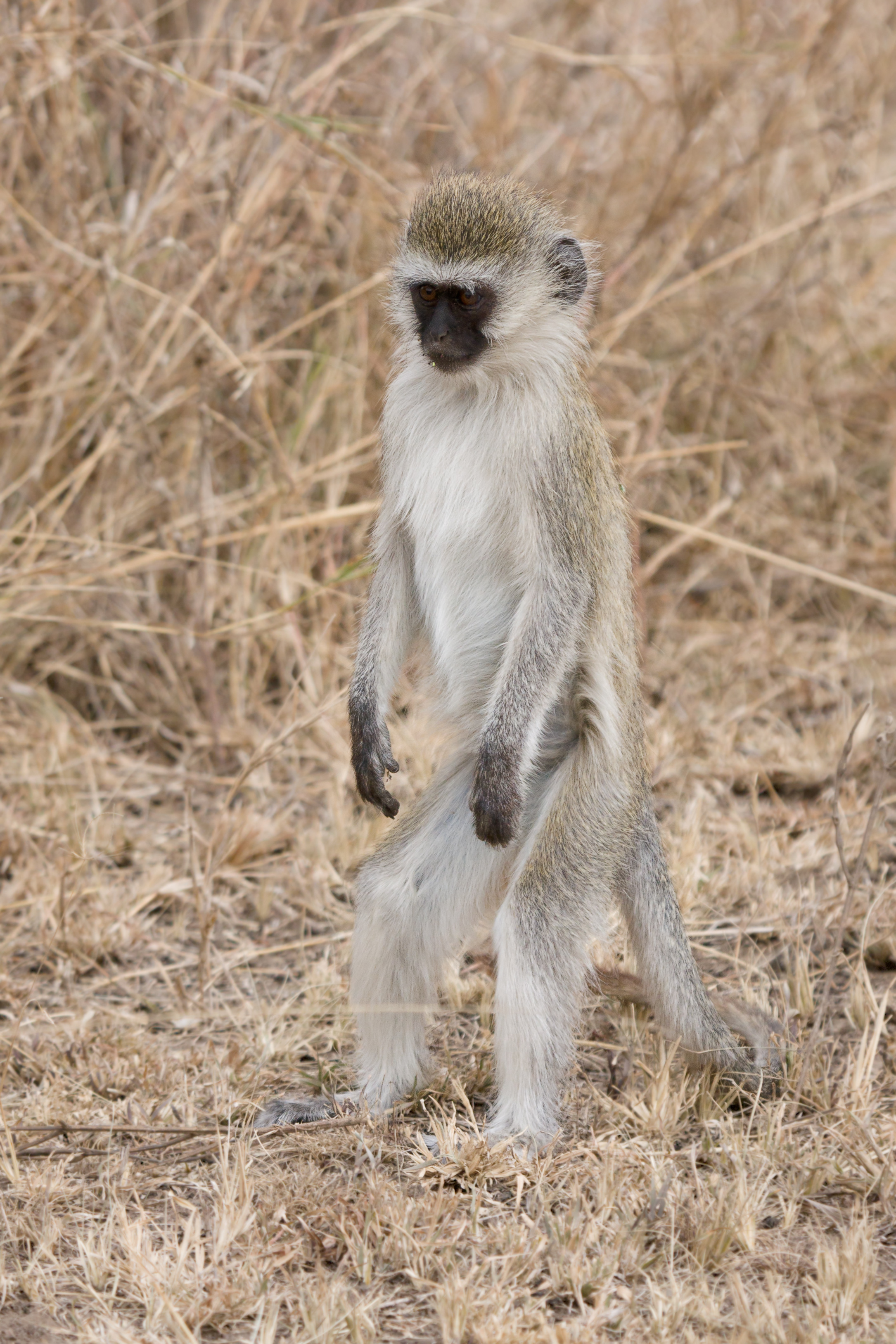
Koczkodan w Serengeti
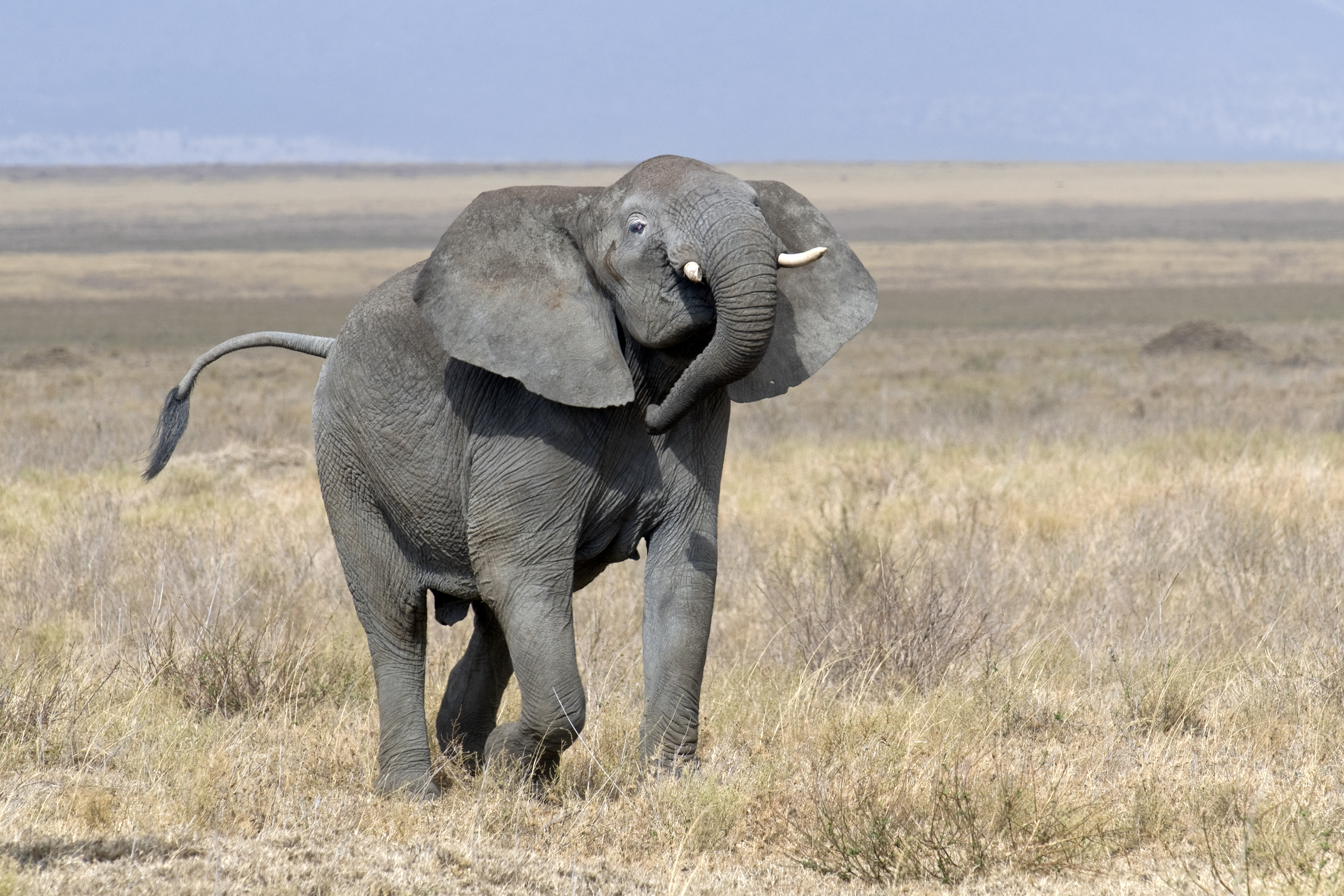
Słoń afrykański w Serengeti
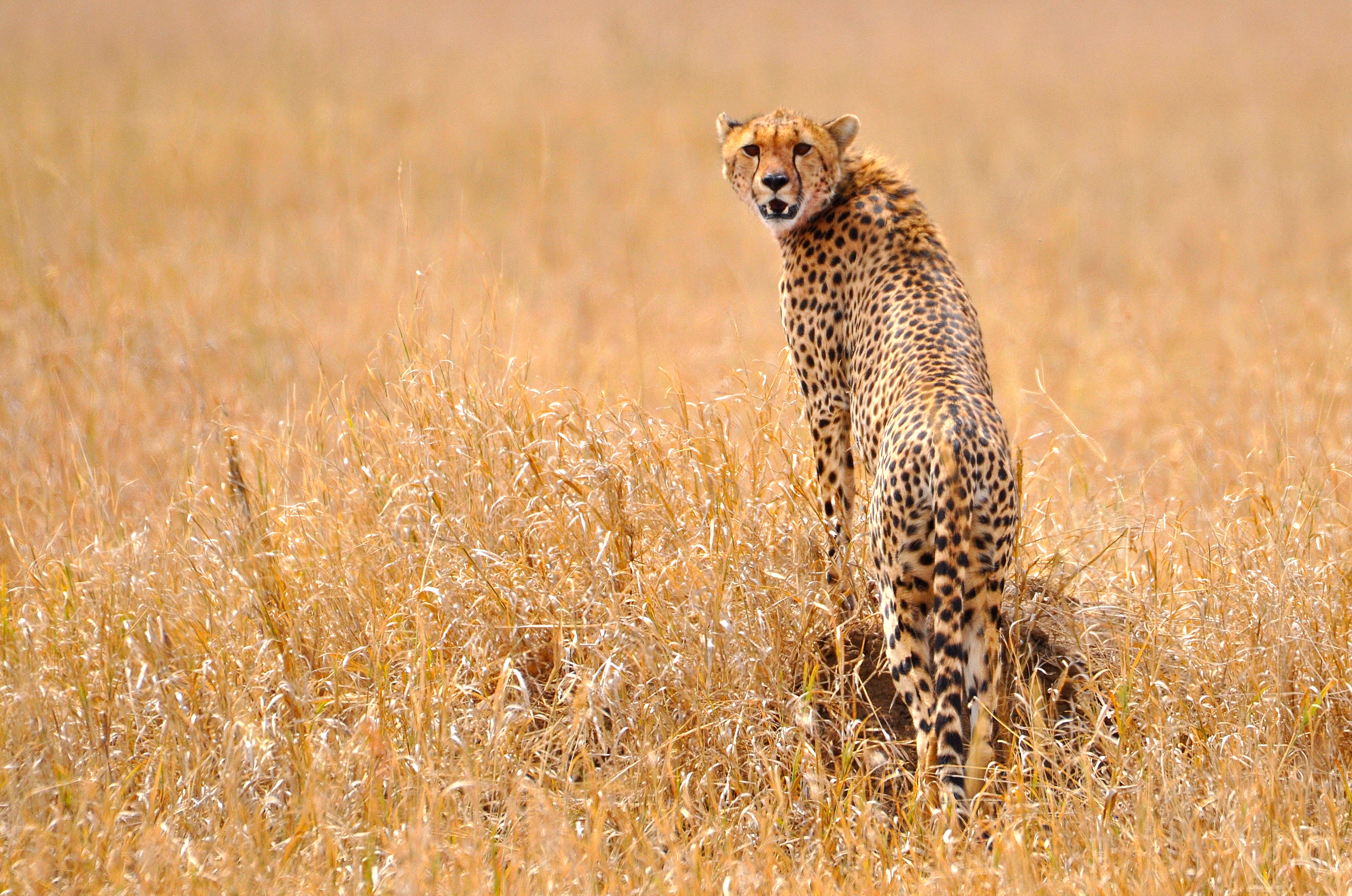
Gepard w Serengeti
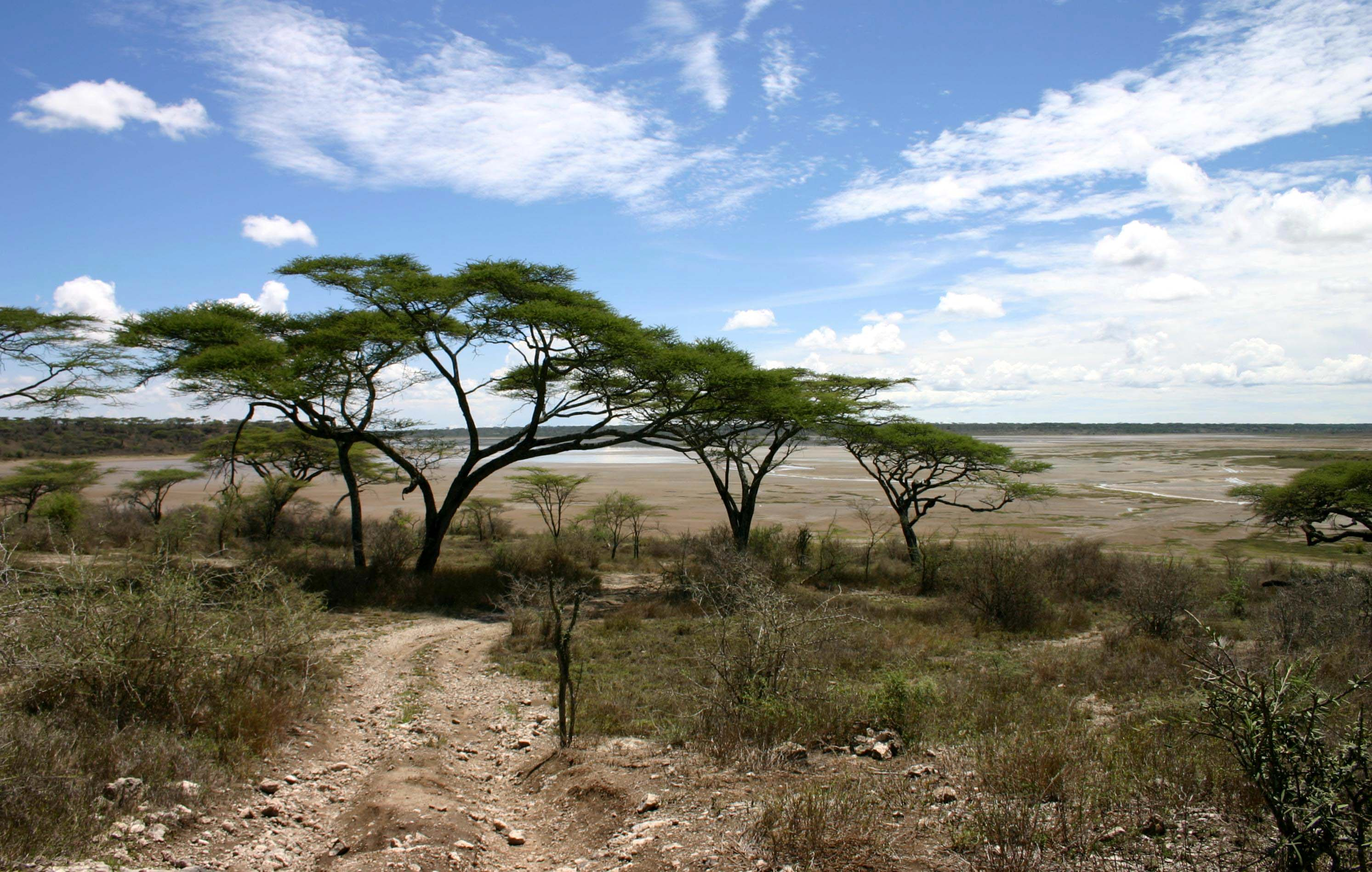
Drzewo akacji w Serengeti
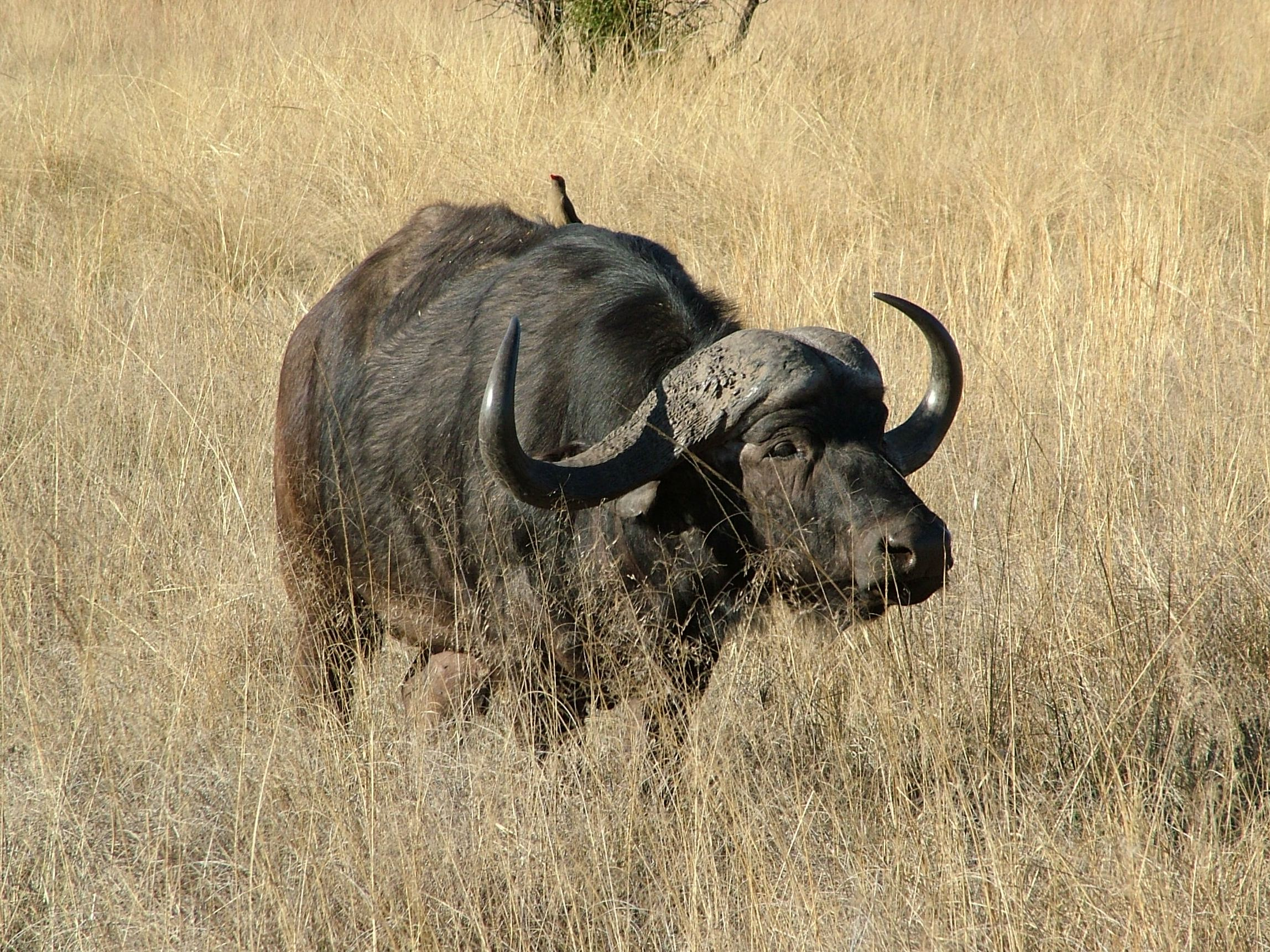
Bawół afrykański w Serengeti